# Conacul Bellu

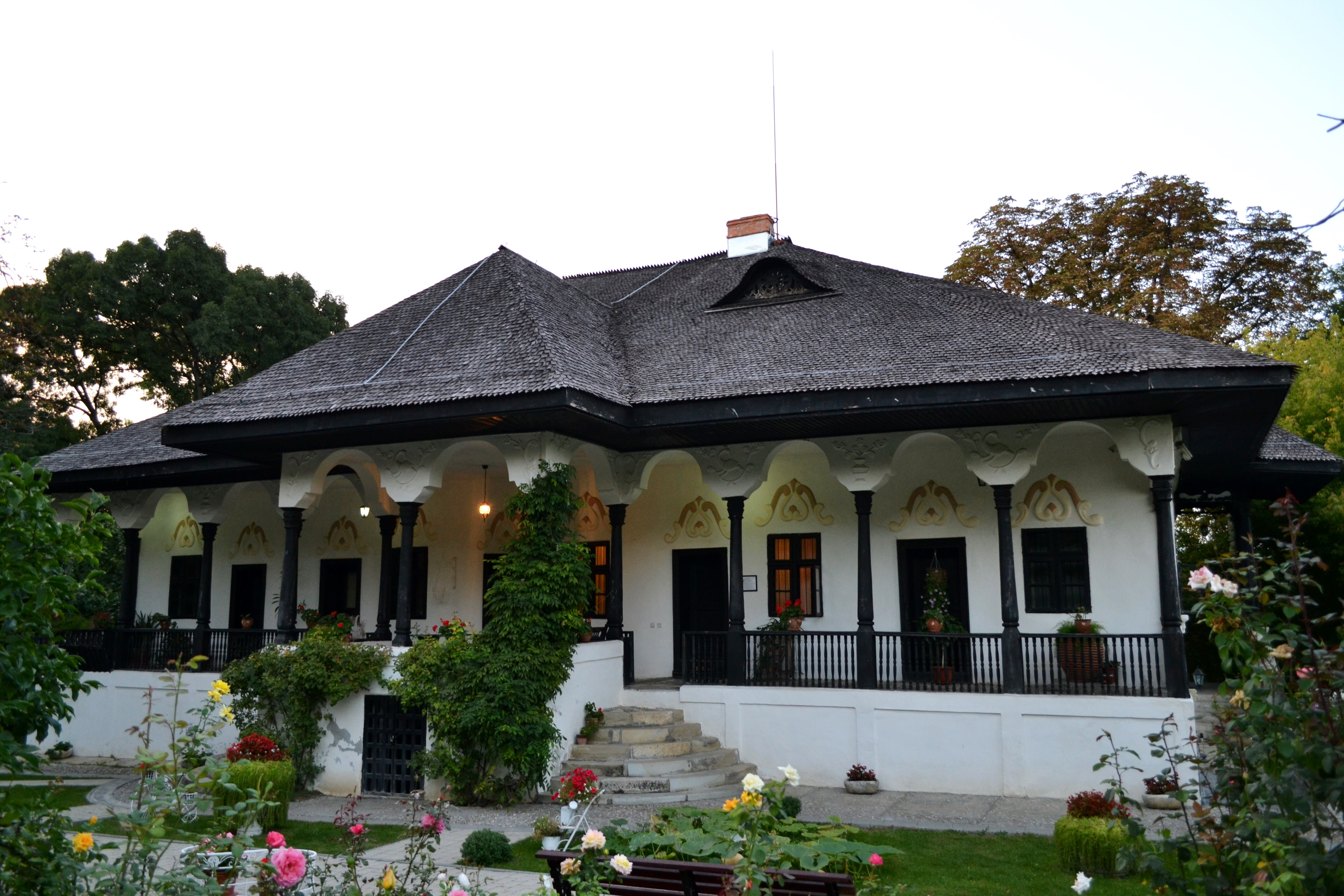
Muzeul Conacul Belu

Das Museum des Herrenhauses Bellu (rumänisch: Muzeul Conacul Bellu) in Urlați (Rumänien) ist ein Memorialmuseum zur Ehren des Barons Alexandru Bellu.

## Gebäudegeschichte
Es wurde Mitte des 19. Jahrhunderts im alten rumänischen Stil erbaut und diente als Wohnhaus der Baronfamilie Alexandru Bellu. Im Jahr 1926 wurde das Anwesen mit Inhalt der Rumänischen Akademie gestiftet. 27 Jahre darauf, 1953, machte man das Haus dem breiten Publikum als Museum zugänglich und es fungierte ab 1954 als Regionalmuseum, bis es schließlich ins Prahova Museumskomplex eingeschlossen wurde. Seit 1990 gehört das Memorialmuseum dem Prahova Landesmuseum für Geschichte und Archäologie.

## Museum
Im Museum wird der Besitz der Adelsfamilie Bellu gezeigt. Dazu zählen Werke dekorativer Kunst, Vasen, Werkzeuge, ethnografische Gegenstände, rumänische Teppiche des 19. Jahrhunderts, seltene luxuriöse bibliophile Bücher, Möbel aus verschiedenen Epochen, östliche und fernöstliche Handwerkskunst, Ikonen und Waffen aus dem 18. bis 19. Jahrhundert.

### Kunstsammlung
Alexandru Bellu machte sich auch einen Namen als Kunstliebhaber und -mäzen. Zu seinen geförderten Künstlern zählte unter anderem Sever Burada, der sogar bei ihm wohnen durfte. Die gezeigte Kunstsammlung umfasst japanische Druckgrafik, Ikonen des 18. und 19. Jahrhunderts, Gemälde von Sever Burada, Pavel Dincovici, Eugen Maximovici, Theodor Aman, seltene Lithografien von Carol Popp de Szathmáry sowie Bronzeskulpturen.
Bemerkenswert sind auch die architektonischen Elemente des 17. und 18. Jahrhunderts.
Das Museum ist preisgekrönt und das Gebäude gehört zu den repräsentativsten Herrenhäusern der rumänischen Architektur.